# Karin Booth
Karin Booth, nata June Francis Hoffman (Minneapolis, 19 giugno 1916 – Jupiter, 27 luglio 2003), è stata un'attrice statunitense, attiva dal 1939 al 1964.

## Filmografia parziale

### Cinema
- Il Re della Louisiana (Louisiana Purchase), regia di Irving Cummings (1941)
- La legge del cuore (Big City), regia di Norman Taurog (1948)
- Questo mio folle cuore (My Foolish Heart), regia di Mark Robson (1949)
- Il ponte dei senza paura (The Cariboo Trail), regia di Edwin L. Marin (1950)
- L'ultimo dei bucanieri (Last of the Buccaneers), regia di Lew Landers (1950)
- Contrabbando per l'oriente (Cripple Creek), regia di Ray Nazarro (1952)
- Ancora e sempre (Let's Do It Again), regia di Alexander Hall (1953)
- Sebastopoli o morte (Charge of the Lancers), regia di William Castle (1954)
- Tobor - Il re dei robot (Tobor the Great), regia di Lee Sholem (1954)
- La rivolta dei seminole (Seminole Uprising), regia di Earl Bellamy (1955)
- Nessuno mi fermerà (Top Gun), regia di Ray Nazarro (1955)
- I tre sceriffi (Badman's Country), regia di Fred F. Sears (1958)
- Adorabile infedele (Beloved Infidel), regia di Henry King (1959)

### Televisione
- Stage 7 – serie TV, episodio 1x17 (1955)
- The Gray Ghost – serie TV, episodio 1x25 (1957)
- Alfred Hitchcock presenta (Alfred Hitchcock Presents) – serie TV, episodio 3x08 (1957)
- Perry Mason – serie TV, episodio 1x30 (1958)